# Kevin Hart
Kevin Hart (sinh ngày 6 tháng 7 năm 1979) là một nghệ sĩ hài, diễn viên và người dẫn chương trình người Mỹ. Sinh ra và lớn lên ở Philadelphia, Pennsylvania, Hart bắt đầu sự nghiệp của mình sau khi anh chiến thắng một số cuộc thi tấu hài nghiệp dư tại các câu lạc bộ khắp New England, đỉnh cao là bước đột phá thực sự đầu tiên của anh vào năm 2001 khi được Judd Apatow chọn vào một vai diễn thường trực trong loạt phim truyền hình Undeclared. Loạt phim này chỉ kéo dài một mùa, nhưng anh sớm giành được nhiều vai diễn trong các bộ phim như Paper Soldiers (2002), Scary Movie 3 (2003), Soul Plane (2004), In the Mix (2005), và Gặp gỡ thông gia: Nhóc Fockers (2010).
Danh tiếng trong lĩnh vực hài kịch của Hart tiếp tục phát triển với việc phát hành album đứng đầu đầu tiên của anh, I'm a Grown Little Man (2008), và diễn xuất trong các phim Think Like a Man (2012), Grudge Match (2013), Ride Along (2014) và phần kế tiếp, Ride Along 2 (2016), About Last Night (2014), Get Hard (2015), Điệp viên không hoàn hảo (2016), Đẳng cấp thú cưng (2016), Captain Underpants: The First Epic Movie (2017), và Jumanji: Trò chơi kỳ ảo (2017).
Anh cũng phát hành thêm 4 album tấu hài nữa, Seriously Funny năm 2010, Laugh at My Pain năm 2011, Let Me Explain năm 2013, và What Now? năm 2016. Năm 2015, tạp chí Time đã công bố Hart là một trong 100 người có ảnh hưởng nhất trên thế giới trong danh sách thường niên Time 100. Anh cũng đóng vai chính mình và là nhân vật chính trong Real Husbands of Hollywood.

## Tiểu sử
Hart sinh ngày 6 tháng 7 năm 1979 tại Philadelphia, Pennsylvania và lớn lên trong một gia đình với người mẹ đơn thân, Nancy Hart, cùng với anh mình, Robert. Cha của anh, Henry Witherspoon, một người nghiện cocain, luôn vào tù ra khám thường xuyên trong suốt thời thơ ấu của Kevin, và Kevin đã sử dụng sự hài hước như một cách để đối mặt với cuộc sống gia đình khó khăn của mình.
Sau khi tốt nghiệp trường Trung học George Washington, Hart đã học tại trường Cao đẳng Cộng đồng Philadelphia và chuyển đến thành phố New York. Sau đó anh chuyển đến Brockton, Massachusetts, và tìm được một công việc bán giày tại đây. Anh bắt đầu theo đuổi sự nghiệp diễn hài độc thoại sau khi biểu diễn trong một buổi tối dành cho nghệ sĩ nghiệp dư ở một câu lạc bộ tại Philadelphia.

## Sự nghiệp

### Diễn viên hài
Buổi biểu diễn đầu tiên của Hart diễn ra tại The Laff House ở Philadelphia, với nghệ danh Lil Kev, và buổi diễn không thành công cho lắm. Sự nghiệp của anh khởi đầu tương đối chậm chạp, anh bị la ó nhiều lần khi lên sân khấu, một lần thậm chí có một miếng thịt gà ném vào người anh. Sau những buổi biểu diễn không thành công ban đầu, Hart bắt đầu tham gia các cuộc thi hài kịch khắp tiểu bang Massachusetts, và vận may của anh sớm biến chuyển tốt hơn.
Hart mất một thời gian dài để phát triển nên một phong cách hài hước độc đáo. Sau một thời gian cố gắng bắt chước những nghệ sĩ hài như Chris Tucker, anh cũng tìm được âm điệu của riêng mình bằng cách đào sâu vào những cảm giác bất an và trải nghiệm cuộc sống của mình. "Vì những điều tôi làm, nó phải là một cuốn sách mở", anh nói. "Nhưng bây giờ, nó là một cuốn sách đang được viết ra."
Các tour diễn hài kịch của Hart bắt đầu vào năm 2009 với tác phẩm "I'm a Grown Little Man", tiếp theo là "Seriously Funny" năm 2010, Laugh at My Pain năm 2011 và "Let Me Explain" năm 2013, hai album sau cùng trong số đó cũng được phát hành như quà đính kèm trong các rạp chiếu phim. Hart đạt doanh thu hơn 15 triệu đô từ "Laugh at My Pain", khiến nó trở thành một trong những tour diễn hài hước của năm. Hart cũng có một trò chơi có sẵn thông qua iTunes gọi là "Little Jumpman". Trang Facebook, tài khoản Twitter và kênh YouTube của anh ta đều được kết nối và truy cập qua ứng dụng này. Hầu hết các fan nước ngoài của Hart cũng tìm thấy anh ấy từ YouTube.
Trong một thông báo vào tháng 10 năm 2013, ABC tuyên bố sẽ thực hiện một tập thí điểm 30 phút dựa trên sự nghiệp diễn hài độc thoại của Hart. Hart không có ý định đảm nhiệm vai chính trong sitcom này, nhưng có kế hoạch đảm nhiệm một vai diễn định kỳ.
Vào ngày 9 tháng 4 năm 2015, Hart bắt tay vào một chuyến lưu diễn tấu hài thế giới mang tên What Now? Tour tại AT&T Center ở San Antonio, kết thúc vào ngày 7 tháng 8 năm 2016 tại Columbus Civic Center ở Columbus, Georgia.

### Vai trò đóng phim và truyền hình
Hart nổi bật từ sự xuất hiện của khách mời trong Undeclared. Anh đã xuất hiện trong phim Paper Soldiers. Sau đó, Hart tiếp tục nhận được nhiều sự chú ý từ các bộ phim khác của anh như phim Scary Movie, Soul Plane, The 40-Year Virgin, Death at a Funeral và Little Fockers.
Anh đóng vai Doug trong bộ phim The Five-Year Engagement (2012) và xuất hiện trong cuốn Think Like a Man, một bộ phim đã thành công. Anh cũng xuất hiện trong phần tiếp theo của bộ phim. Anh đã đóng vai chính anh tham gia vai trò khách mời trong phim This Is the End. Vào năm 2013, Hart đã vào vai một đạo diễn quyền anh trong trận đấu Grudge Match và xuất hiện trong Exit Strategy trong vai Mannequin Head Man. Anh cũng xuất hiện trong 35 và Ticking.
Trong năm 2014, Hart đã đóng vai Ben trong Ride Along, bên cạnh Ice Cube. Bộ phim nhận được những nhận xét tiêu cực từ các nhà phê bình, nhưng đó là một thành công lớn trong phòng vé. Hart trở lại trong phần tiếp theo, Ride Along 2, được phát hành vào ngày 15 tháng 1 năm 2016.
Năm 2013, Hart đồng sáng tạo ra Real Husbands of Hollywood với Chris Spencer. Buổi trình diễn theo Hart cùng với những người nổi tiếng khác trong gia đình (trong đó có Boris Kodjoe, Nelly, Duane Martin, J.B. Smoove, Nick Cannon và Robin Thicke). Thicke đã không trở lại cho mùa thứ hai do sự nghiệp âm nhạc của mình, mặc dù Hart đã nói rằng cánh cửa mở cho Thicke trở lại. Loạt phim này được cố tình quay trong một phong cách tương tự như Bravo's The Real Housewives. Các tập phim thường xoay quanh những nỗ lực không thành công của anh để leo lên bậc thang xã hội của người nổi tiếng ở Hollywood, và ghen tuông ẩn náu của những người bạn nổi tiếng thành công của anh. Một sneak peek đã được thể hiện dưới dạng một phân đoạn trong BET Awards 2012 và quảng cáo chính thức đã được phát hành vào tháng 10 năm 2012. Cũng trong năm 2015, Hart tham gia bộ phim Get Hard với Will Ferrell và The Wedding Ringer.
Ngoài diễn xuất, Hart cũng đã tổ chức nhiều buổi lễ khác nhau. Hart lần đầu tiên tổ chức giải BET 2011. Hart sau đó đã tổ chức giải thưởng MTV Video Music Awards 2012. Người bạn lâu năm của anh là Judd Apatow, đạo diễn đã cho anh lần đầu tiên tham gia vào chương trình truyền hình Undeclared, là người đã giới thiệu anh cho buổi biểu diễn này. Hart hy vọng rằng điều này sẽ đưa anh trở thành một người chuyên nghiệp, nói rằng "Hy vọng sau MTV, tất nhiên chúng tôi sẽ nói về Emmy, Oscar, hay bất cứ điều gì." Anh đã tham gia ba số phát sóng của chương trình Saturday Night Live. Vào năm 2015, Hart đã tổ chức Comedy Central Roast của Justin Bieber. Vào tháng 10 năm 2016, Hart đang đàm phán để miêu tả Santa Claus trong bộ phim Dashing Through the Snow, một bộ phim theo chủ đề Disney Christmas vào năm 2017.

### Âm nhạc
Như Chocolate Droppa, bí danh của anh, anh đã ký hợp đồng với Motown Records và phát hành Kevin Hart: What Now? (The Mixtape Presents Chocolate Droppa), nhạc nền cho bộ phim đứng cùng tên của anh. Anh đã phát hành đĩa đơn "Push It On Me" gồm có Trey Songz và "Baller Alert" với Migos & T.I.

## Ảnh hưởng
Hart đã trích dẫn những cảm hứng hài hước như Bill Cosby, Chris Rock, Eddie Murphy, George Carlin, Jerry Seinfeld, Dave Chappelle và Richard Pryor.

## Cuộc sống cá nhân
Kevin và Torrei Hart nộp đơn xin ly dị vào tháng 2 năm 2010, cho thấy sự khác biệt không thể hòa giải được. Hart yêu cầu cùng nhau lưu giữ hai đứa con, Heaven và Hendrix. Việc ly dị đã được hoàn tất vào tháng 11 năm 2011.
Vào ngày 18 tháng 8 năm 2014, Hart đính hôn với Eniko Parrish. Họ kết hôn vào ngày 13 tháng 8 năm 2016 gần Santa Barbara, California. Con trai của họ Kenzo Kash sinh ngày 21 tháng 11 năm 2017. Vào ngày 15 tháng 12 năm 2017, Hart công khai thừa nhận mình đã lừa dối người vợ đang mang thai của mình.

## Phim ảnh
| Năm  | Phim                                     | Vai diễn                                                 | Chú thích                        |
| ---- | ---------------------------------------- | -------------------------------------------------------- | -------------------------------- |
| 2002 | Paper Soldiers                           | Shawn                                                    |                                  |
| 2003 | Scary Movie 3                            | CJ                                                       |                                  |
| 2003 | Death of a Dynasty                       | P-Diddy / Cop 1 / Dance Coach / Hyper Rapper / H. Lector |                                  |
| 2004 | Along Came Polly                         | Vic                                                      |                                  |
| 2004 | Soul Plane                               | Nashawn Wade                                             |                                  |
| 2005 | The 40-Year-Old Virgin                   | Smart Tech Customer                                      |                                  |
| 2005 | In The Mix                               | Busta                                                    |                                  |
| 2006 | Scary Movie 4                            | CJ                                                       |                                  |
| 2006 | The Last Stand                           | F Stop/G Spot                                            |                                  |
| 2007 | Epic Movie                               | Silas                                                    |                                  |
| 2008 | Fool's Gold                              | Bigg Bunny                                               |                                  |
| 2008 | Superhero Movie                          | Trey                                                     |                                  |
| 2008 | Extreme Movie                            | Barry                                                    |                                  |
| 2008 | Meet Dave                                | Number 17                                                |                                  |
| 2008 | Drillbit Taylor                          | Pawn Shop Dealer                                         |                                  |
| 2009 | Not Easily Broken                        | Tree                                                     |                                  |
| 2009 | Kevin Hart: I'm a Grown Little Man       | (Chính mình)                                             | Stand-up film                    |
| 2010 | Something Like a Business                | JoJo                                                     |                                  |
| 2010 | Kevin Hart: Seriously Funny              | (Chính mình)                                             | Stand-up film                    |
| 2010 | Death at a Funeral                       | Brian                                                    |                                  |
| 2010 | Little Fockers                           | Nurse Louis                                              |                                  |
| 2011 | 35 and Ticking                           | Cleavon                                                  |                                  |
| 2011 | Kevin Hart: Laugh at My Pain             | (Chính mình)                                             | Stand-up film                    |
| 2011 | Let Go                                   | Kris Styles                                              |                                  |
| 2012 | The Five-Year Engagement                 | Doug                                                     |                                  |
| 2012 | Think Like a Man                         | Cedric                                                   |                                  |
| 2012 | Exit Strategy                            | Mannequin Head Man                                       |                                  |
| 2013 | This Is the End                          | Kevin Hart                                               |                                  |
| 2013 | Kevin Hart: Let Me Explain               | (Chính mình)                                             | Stand-up film                    |
| 2013 | Grudge Match                             | Dante Slate, Jr.                                         |                                  |
| 2014 | Ride Along                               | Ben Barber                                               |                                  |
| 2014 | About Last Night                         | Bernie                                                   |                                  |
| 2014 | Think Like a Man Too                     | Cedric                                                   |                                  |
| 2014 | School Dance                             | OG Pretty Lil' Thug                                      | Uncredited role[citation needed] |
| 2014 | Top Five                                 | Charles                                                  |                                  |
| 2015 | The Wedding Ringer                       | Jimmy Callahan/Bic Mitchum                               |                                  |
| 2015 | Get Hard                                 | Darnell Lewis                                            |                                  |
| 2016 | Ride Along 2                             | Ben Barber                                               |                                  |
| 2016 | Central Intelligence                     | Calvin Joyner                                            |                                  |
| 2016 | Đẳng cấp thú cưng                        | Snowball (lồng tiếng)                                    |                                  |
| 2016 | Kevin Hart: What Now?                    | (Chính mình)                                             | Stand-up film                    |
| 2017 | Captain Underpants: The First Epic Movie | George Beard (lồng tiếng)                                | Also songwriter for "Saturday"   |
| 2017 | The Upside                               | Driss                                                    |                                  |
| 2017 | Jumanji: Trò chơi kỳ ảo                  | Franklin "Mouse" Finbar                                  |                                  |
| 2018 | Night School                             | Teddy Walker                                             |                                  |
| 2024 | Borderlands: Trở lại Pandora             | Roland                                                   |                                  |

## Danh sách đĩa nhạc

### Album
- Kevin Hart: Let Me Explain (Soundtrack) (2013)
- Kevin Hart: What Now? (The Mixtape Presents Chocolate Droppa) (2016)
- Kevin Hart: What Now? The Comedy Album (2017)

### Bài hát
| Năm  | Bài hát                            | Nghệ sĩ                                    | Vai trò          |
| ---- | ---------------------------------- | ------------------------------------------ | ---------------- |
| 2004 | "Lean Back"                        | Terror Squad featuring Fat Joe and Remy Ma | Himself          |
| 2011 | "Booty Wurk (One Cheek at a Time)" | T-Pain                                     | Himself          |
| 2016 | "Push it On Me"                    | Trey Songz                                 | Chocolate Droppa |

## Giải thưởng và đề cử
| Năm  | Giải thưởng                       | Thể loại                                          | Work                                                      | Kết quả   |
| ---- | --------------------------------- | ------------------------------------------------- | --------------------------------------------------------- | --------- |
| 2004 | Teen Choice Award                 | Choice Breakout TV Star – Male                    | The Big House                                             | Đề cử     |
| 2005 | BET Comedy Award[citation needed] | Platinum Mic Viewers' Choice                      | Platinum Mic Viewers' Choice                              | Đề cử     |
| 2012 | BET Award                         | Best Actor                                        | Kevin Hart: Laugh at My Pain                              | Đoạt giải |
| 2012 | Teen Choice Award                 | Choice Movie: Male Scene Stealer                  | Think Like a Man                                          | Đề cử     |
| 2012 | Teen Choice Award                 | Choice Movie Hissy Fit                            | Think Like a Man                                          | Đề cử     |
| 2014 | BET Award                         | Best Actor                                        | Ride Along, Real Husbands of Hollywood, About Last Night  | Đề cử     |
| 2014 | NAACP Image Award                 | Outstanding Comedy Series                         | Real Husbands of Hollywood                                | Đoạt giải |
| 2014 | NAACP Image Award                 | Outstanding Actor in a Comedy Series              | Real Husbands of Hollywood                                | Đoạt giải |
| 2014 | NAACP Image Award                 | Entertainer of the Year                           | Entertainer of the Year                                   | Đoạt giải |
| 2014 | Nickelodeon Kids' Choice Award    | Favorite Funny Star                               | Favorite Funny Star                                       | Đoạt giải |
| 2014 | MTV Movie Award                   | Best Comedic Performance                          | Ride Along                                                | Đề cử     |
| 2014 | MTV Movie Award                   | Best On-Screen Duo (with Ice Cube)                | Ride Along                                                | Đề cử     |
| 2014 | Acalpulco Black Film Festival     | Artist of the Year                                | Kevin Hart: Let Me Explain, This Is the End, Grudge Match | Đoạt giải |
| 2014 | Teen Choice Award                 | Choice TV: Reality Show                           | Real Husbands of Hollywood                                | Đề cử     |
| 2014 | Teen Choice Award                 | Choice Movie Actor: Comedy                        | Ride Along                                                | Đoạt giải |
| 2014 | Teen Choice Award                 | Choice Movie: Chemistry (with Ice Cube)           | Ride Along                                                | Đề cử     |
| 2014 | Teen Choice Award                 | Choice Movie: Hissy Fit                           | Ride Along                                                | Đề cử     |
| 2014 | Teen Choice Award                 | Choice Comedian                                   | Choice Comedian                                           | Đoạt giải |
| 2015 | NAACP Image Award                 | Outstanding Comedy Series                         | Real Husbands of Hollywood                                | Đề cử     |
| 2015 | NAACP Image Award                 | Outstanding Actor in a Comedy Series              | Real Husbands of Hollywood                                | Đề cử     |
| 2015 | MTV Movie Award                   | Best Comedic Performance                          | The Wedding Ringer                                        | Đề cử     |
| 2015 | MTV Movie Award                   | Comedic Genius Award                              | Comedic Genius Award                                      | Đoạt giải |
| 2015 | BET Award                         | Best Actor                                        | The Wedding Ringer                                        | Đề cử     |
| 2015 | Teen Choice Award                 | Choice Comedian                                   | Choice Comedian                                           | Đề cử     |
| 2016 | Billboard Touring Awards          | Top Comedy Tour                                   | Top Comedy Tour                                           | Đoạt giải |
| 2016 | People's Choice Awards            | Favorite Comedic Movie Actor                      | The Wedding Ringer                                        | Đoạt giải |
| 2016 | People's Choice Awards            | Favorite Cable TV Actor                           | Real Husbands of Hollywood                                | Đoạt giải |
| 2017 | People's Choice Awards            | Favorite Comedic Movie Actor                      | Central Intelligence                                      | Đoạt giải |
| 2017 | People's Choice Awards            | Favorite Animated Movie Voice                     | The Secret Life Of Pets as Snowball                       | Đề cử     |
| 2017 | Kids' Choice Awards               | Favorite Voice From an Animated Movie             | The Secret Life Of Pets as Snowball                       | Đề cử     |
| 2017 | Kids' Choice Awards               | Favorite Villain                                  | The Secret Life Of Pets as Snowball                       | Đoạt giải |
| 2017 | Kids' Choice Awards               | Most Wanted Pet                                   | The Secret Life Of Pets as Snowball                       | Đoạt giải |
| 2017 | Kids' Choice Awards               | Best Friends Forever (shared with Dwayne Johnson) | Central Intelligence                                      | Đoạt giải |
| 2017 | Kids' Choice Awards               | Best Friends Forever (shared with Ice Cube)       | Ride Along 2                                              | Đề cử     |
| 2018 | Grammy Awards                     | Best Comedy Album                                 | Kevin Hart: What Now?                                     | Đề cử     |